# Nissan Gazelle
O Gazelle é um carro compacto de duas portas produzido pela Nissan, variado do Nissan Silvia. Foi produzido para os mercados japonês e australiano.